# Роуз, Джастин
Джастин Роуз (англ. Justin Rose; род. 30 июля 1980, Йоханнесбург, ЮАР) — британский гольфист, победитель Открытого чемпионата США, чемпион летних Олимпийских игр 2016 года, победитель 10 турниров в рамках PGA Тура.

## Биография
Джастин Роуз родился в 1980 году в Йоханнесбурге. В 5-летнем возрасте он вместе с семьёй переехал в Великобританию, где и начал заниматься гольфом в клубе Тилни Парк. С 1998 года Джастин стал участвовать в профессиональных турнирах, имея при этом ещё статус любителя. На своём первом же мейджоре — Открытом чемпионате Великобритании Роуз с результатом +2 разделил ещё с тремя гольфистами 4-е место, но из-за своего любительского статуса не получил за это высокое место никаких призовых. После окончания турнира Джастин получил статус «профессионала».
Первые несколько лет Джастин практически не принимал участие в турнире PGA Тура, ограничиваясь выступлениями на менее статусных соревнованиях. Свой первый турнир в рамках Европейского Тура Роуз выиграл 20 января 2002 года в ЮАР на чемпионате Данхилл, закончив 4 раунда с результатом −18. В 2004 году британец провёл первый полноценный сезон в PGA Туре, выступив на 22 турнирах. 6 июня 2010 года Роуз одержал первую победу в PGA Туре, победив на Memorial Tournament. Самого громкого успеха в своей карьере британский гольфист добился в 2013 года, когда стал победителем 113-го Открытого чемпионата США, при этом перед последним раундом Джастин шёл 5-м, отставая от лидера Фила Микельсона на два удара.
В августе 2016 года Джастин Роуз принял участие в летних Олимпийских играх в Рио-де-Жанейро, в программу которых спустя 112 лет вернулся гольф. На протяжении всего турнира Роуз показывал довольно стабильные результаты и перед последним днём соревнований вышел на первое место, опережая шведа Хенрик Стенсон на 1 удар. 4-й раунд британский гольфист закончил на 8-м месте с результатом 4 ниже пар, что позволило ему сохранить свою позицию в итоговом рейтинге и стать олимпийским чемпионом. В апреле 2017 года Джастин Роуз был близок к победе в Мастерсе, но по результатам раунда плей-офф британец уступил чемпионство испанцу Серхио Гарсии.
Роуз трижды в составе сборной Европы участвовал в Кубке Райдера (2008, 2012, 2014) и дважды стал его победителем (2012, 2014). Наивысшим результатом в мировом рейтинге для Роуза является 3-е место, на которое он поднялся 24 марта 2013 года.

## Личная жизнь
- В декабре 2006 года женился на гимнастке Кейт Филлипс. У пары есть двое детей — сын Лео (2009) и дочь Лотти (2012).